# Matamoros (Tamaulipas)
Matamoros, ufficialmente Heroica Matamoros, è una città del Messico situata nel nord dello stato di Tamaulipas prossima alla frontiera con gli Stati Uniti d'America, lungo la sponda destra del Rio Grande, capoluogo dell'omonima municipalità. Al censimento del 2010 la municipalità possedeva una popolazione di 489193 abitanti ed aveva un'estensione di 4634 km².

## Storia
La città fu fondata nel 1686 durante la colonizzazione spagnola del Tamaulipas e fu chiamata inizialmente Los Esteros Hermosos (Gli Estuari Belli in italiano). Nel 1826 venne ribattezzata in Matamoros in ricordo di padre Mariano Matamoros.
Nel 1846 durante la guerra messico-statunitense avvenuta nel corso della presidenza di James Knox Polk, Matamoros fu la prima città messicana ad essere conquistata ed il generale Zachary Taylor la utilizzò come base di attacco contro Monterrey.
Durante la guerra di secessione americana, dato che tutte le rotte commerciali con gli stati confederati erano bloccate, Matamoros divenne il maggiore centro di commercio, dove gli Stati del Sud potevano scambiare il cotone da loro prodotto con armi e rifornimenti.
Oggi Matamoros possiede alcune zone industriali ed inoltre è il centro di una vasta zona agricola.

## Luoghi d'interesse

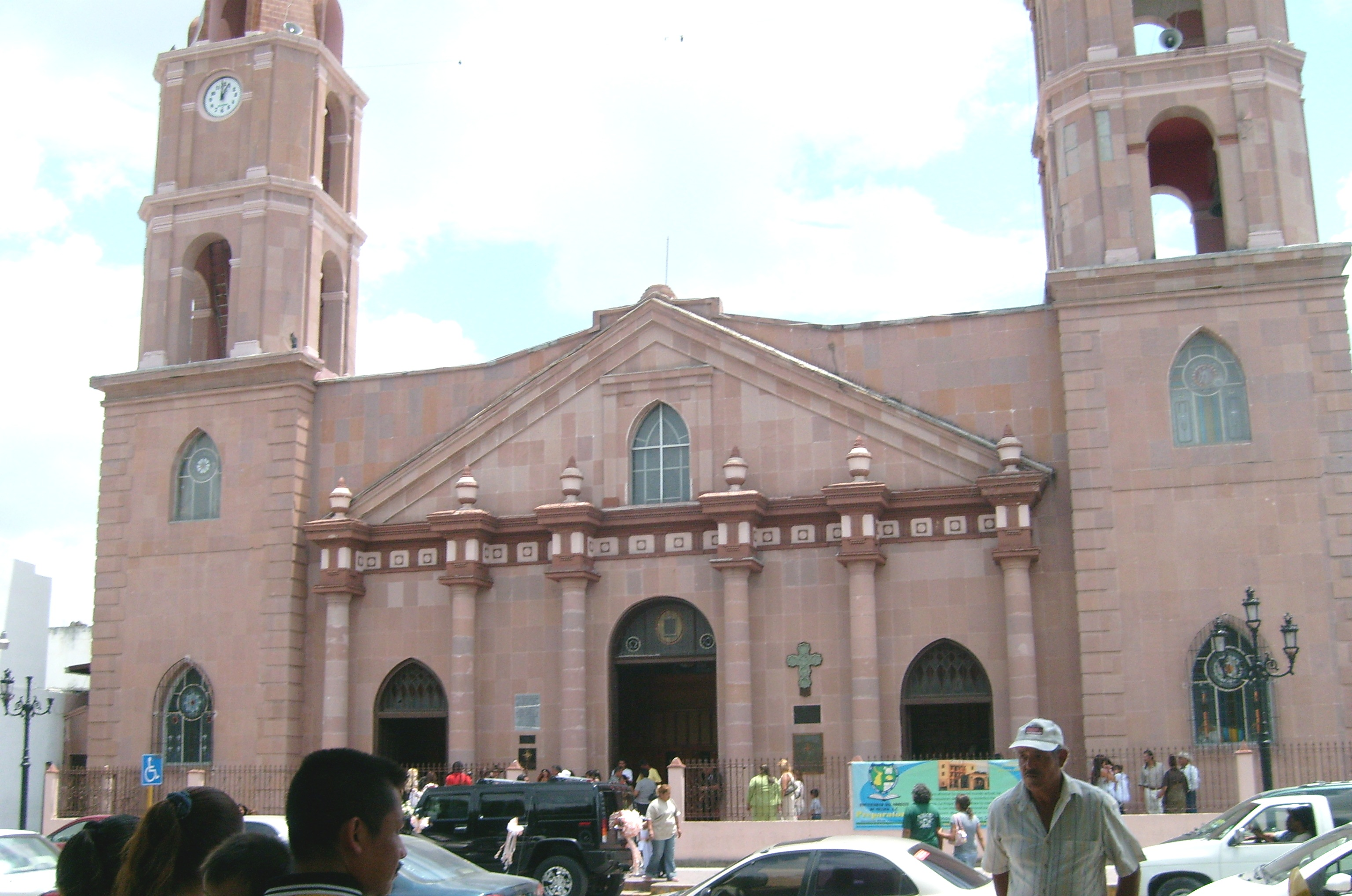
Cattedrale di Nostra Signora del Rifugio.

### Playa Bagdad
Situata a circa 37 km ad est del centro cittadino, ha una ampia spiaggia dove gli abitanti locali vengono a trascorrere le torride giornate estive.
Il nome originale era Playa Lauro Villar o anche Washington Beach, ma venne così ridenominata per ricordare la cittadina di Bagdad, che era posta lungo la foce del Rio Grande, prospera durante la guerra di secessione americana, ma poi distrutta da uragani, alluvioni ed infine attacchi militari (battaglia di Bagdad - 4 gennaio 1866).